# ГЕС Fēngshùbà
ГЕС Fēngshùbà (枫树坝水电站) — гідроелектростанція на півдні Китаю у провінції Гуандун. Входить до каскаду на Дунцзян, східній складовій річкової системи  Чжуцзян, яка завершується у Південно-Китайському морі між Гуанчжоу та Гонконгом.
В межах проекту річку перекрили бетонною греблею висотою 95 метрів, довжиною 400 метрів та шириною від 7 (по гребеню) до 87 (по основі) метрів. Вона утримує водосховище з об’ємом 1535 млн м3 (корисний об’єм 1250 млн м3) та припустимим коливанням рівня поверхні у операційному режимі між позначками 128 та 166 метрів НРМ (під час повені рівень може зростати до 172,7 метра НРМ, а об’єм – до 1932 млн м3).
Пригреблевий машинний зал у першій половині 1970-х ввели в експлуатацію з двома турбінами типу Френсіс потужністю по 75 МВт. В 2004 році їх модернізували з доведенням загальної потужності станції до 180 МВт. Гідроагрегати використовують напір від 49 до 77 метрів (номінальний напір 61 метр) та забезпечують виробництво 510 млн кВт-год електроенергії на рік.    
Видача продукції відбувається по ЛЕП, розрахованим на роботу під напругою 220 кВ та 110 кВ.